# 가회중학교
가회중학교(佳會中學校)는 대한민국 경상남도 합천군 가회면 덕촌리에 있는 사립 중학교이다.

## 학교 연혁
- 1952년 5월 5일 : 가회중학교 개교
- 1955년 1월 8일 : 가회중학교 설립 인가(3학급)
- 1955년 3월 25일 : 제1회 졸업식
- 1977년 12월 20일 : 본관건물 6개 교실 증축
- 1979년 2월 13일 : 강당 신축
- 2004년 12월 30일 : 본관 북서편 생활 예절실 신축
- 2012년 5월 5일 : 개교 60주년 기념비 건립
- 2021년 9월 1일 : 제17대 서원일 교장 취임
- 2022년 1월 6일 : 제21대 허종휴 가회학원 이사장 취임
- 2023년 2월 9일 : 제69회 졸업장 수여식(졸업생 4,710명)
- 2023년 3월 2일 : 입학식(신입생16명)

## 참고 자료
- 가회중학교 - 한국교육학술정보원 학교알리미